# Спач (в'язниця)
В'язниця Спач (алб. Burgu i Spaçit) — в'язниця в Албанії, яка існувала з 1968 по 1991 роки в північній частині Народної Соціалістичної Республіки Албанії і названа на честь села Спач у муніципалітеті Мірдіта. Ув'язнені в цій в'язниці займалися виправними роботами на шахтах. Ця в'язниця була однією з найбільш сумно відомих в'язниць країн ОВД[джерело?], куди відправлялися не тільки звичайні карні злочинці, але і політичні опоненти комуністичної влади Албанії. З жовтня 2015 року в'язниця входить в список Всесвітнього фонду пам'яток.  Громадські і політичні діячі визнали цей заклад символом терору і комуністичної диктатури в Албанії.

## Історія
Перші будівельні роботи в селі Спач почалися в 1954 році. Відкриття в'язниці відбулося в 1968 році: Вона увійшла в систему в'язниць, яку Енвер Ходжа цілком і повністю скопіював з ГуЛАГу. До складу в'язниці входили камери для ув'язнених в яких влітку було спекотно, а взимку холодно; окремо стоять ізолятори, їдальня, адміністративна будівля та приміщення для несення вахти. У трудовому таборі працювали 1400 осіб при наявності місць для  400 ув'язнених. Вони займалися щодня багатогодинними важкими роботами в шкідливих умовах з поганою вентиляцією  і нестачею повітря. До тунелю вів міст. З більшістю  в'язнями погано поводилися, одні  були вбиті охороною, другі померли від виснаження, треті захворіли під час роботи і померли. Їм не надавалася належна медична допомога, харчування було також огидним. За словами Зефа Симоні, якого тримали 12 років у в'язниці в таких умовах, які були не краще умов концтабору Маутхаузен.
В травні 1973 року ув'язнені підняли бунт: перший антикомуністичний виступ в Албанії. Вони підняли прапор Албанії без п'ятикутної зірки. Війська спеціального призначення протягом трьох днів відновили контроль над в'язницею. Четверо осіб були розстріляні, ще близько 100 отримали великі тюремні терміни. У травні 1985 року сталося друге повстання проти поганих умов утримання і насильства охоронців. Спецназ МВС прибув на вертольоті в в'язницю: трьох в'язнів розстріляли, багатьом збільшили тюремні терміни. Деякі ув'язнені були забиті до смерті охороною та працівниками албанської спецслужби  Сігурімі за антиурядові висловлювання. 
В'язниця була закрита в 1991 році після зміни влади в Албанії.

## Сучасний стан
Після 1995 року в'язниця була повністю занедбана і поступово прийшла у запустіння. Залізо і інший метал був демонтований і проданий. Колишня в'язниця Спач зараз відома як пам'ятник культури другої категорії. Існують кілька планів від міжнародних організацій та колишніх політв'язнів у перетворення в'язниці в меморіал або музей. У 2015 році нью-йоркська організація World Monument Fund включила  в'язницю  до 50 пам'яток, що перебувають під загрозою зникнення. Однак всупереч статусу, на території в'язниці тривають роботи в шахтах. Турецька компанія планує розробляти і далі друге за величиною родовище міді в Албанії.

## Відомі в'язні
- Симон Юбані (1927-2011), католицький священик, що сидів у в'язниці з 1964 по 1989 роки, в тому числі в Спачі[14]
- Осман Казазі (1917-1999), відсидів 42 роки, в тому числі в Спачі[22][23]
- Фатос Лубоня (нар. 1951), письменник і дисидент, сидів у в'язниці з 1974 по 1991 роки, в тому числі 11 років в Спачі[24]
- Спартак Нгьела (нар. 1948), юрист і політик, сидів у в'язниці з 1979 по 1990 роки, в тому числі в Спачі[22]
- Зеф Пллумі (1924-1997), католицький священик, що сидів у в'язниці з 1967 по 1989 роки, в тому числі в Спачі
- Башким Шеху (нар. 1955), письменник, син Мехмехта Шеху, сидів у в'язниці з 1981 по 1989 роки, в тому числі в Спачі[17]
- Ернест Симоні (нар. 1928), католицький кардинал, сидів у в'язниці з 1963 по 1981 роки, у тому числі 10 років в Спачі[25]
- Зеф Симоні (1928-2009), католицький єпископ, сидів у в'язниці з 1967 по 1979 роки[11]
- Макс Вело (нар. 1935), художник і письменник, сидів у в'язниці з 1978 по 1986 роки